# Шубин, Олег Анатольевич
Олег Анатольевич Шубин (род. 5 октября 1963, Кременки, Ульяновская область) — мастер спорта России международного класса (хоккей с мячом).

## Биография
Родился 5 октября 1963 года в селе Кременки (ныне — в Старомайнском районе).

## Карьера
О. А. Шубин начал играть в 1975 году в детской команде «Волги».
Выступал за «Волгу» с 1981 по 2003 года. Провёл 274 матча (145 в чемпионатах СССР, 129 в чемпионатах России). Третий призёр чемпионата России 1997. Финалист Кубка России 2000. Чемпион РСФСР 1984. Выступал так же в ринк-бенди: чемпион мира 1998, чемпион России 1997 и 1999, второй (1995 и 1996) и третий (2002) призёр чемпионатов России.
Один из лучших вратарей России 1990-х, надёжно и стабильно защищал цвета «Волги» на протяжении многих лет. Хладнокровный и уверенный в себе, отличался быстротой реакции, владел хорошей вратарской техникой, умело действовал при выходах соперников один на один. Профессионально относился к требованиям учебно-тренировочного процесса, что позволило ему выступать на высоком уровне до 40 лет.

## Тренерская карьера
- 2004—2006 — тренер Волги-2 (Ульяновск)
- 2006—2008 — тренер Волги (Ульяновск)
- 2008—2009 — главный тренер Волги (Ульяновск)

## Достижения

### хоккей с мячом
Чемпионат РСФСР — 1984 

 Чемпионат России — 1997 

### ринк-бенди
Чемпионат мира — 1998 

 Чемпионат России — 1997, 1999 

 Чемпионат России — 1995, 1996 

 Чемпионат России — 2002 